# Đại hội Thể thao Thế giới 2022
Đại hội Thể thao Thế giới 2022 sẽ là Đại hội Thể thao Thế giới lần thứ 11,  là đại hội thể thao dành cho các môn không được thi đấu trong Thế vận hội.Trong khi dự kiến ban đầu là vào tháng 7 năm 2021, Đại hội thể thao Thế Giới 2022 sẽ được tổ chức từ ngày 7 đến ngày 17 tháng 7 năm 2022 tại Birmingham, Alabama, Hoa Kỳ, do dời lịch của Thế vận hội mùa hè 2020. Thành phố đăng cai đã được Hiệp hội Quốc tế Đại hội Thể thao Thế giới chọn vào ngày 22 tháng 1 năm 2015, và Thế vận hội sẽ có 30 môn thể thao chính thức thuộc 54 bộ môn sẽ được tranh tài tại 30 địa điểm trên toàn khu vực Birmingham.

## Đăng cai
Các thành phố đấu thầu cho Đại hội thể thao thế giới 2022 là:
- Lima, Peru
- Ufa, Nga
- Birmingham, Hoa Kỳ

 Barcelona và  Santiago cũng đã xem xét hồ sơ dự thầu. Các thành phố đã trả 125.000 đôla phí đăng ký và gửi thông tin về "địa điểm, cơ sở hạ tầng, tình nguyện viên, ngân sách, giao thông,... và các yếu tố khác".

### Birmingham, Alabama
Giá thầu của Birmingham, được thông báo công khai vào tháng 6 năm 2014, được trình bày bởi Edgar Welden, Scott Myers và David Benck. Đây là thành phố duy nhất của Mỹ được phép đấu thầu các trò chơi này. Myers, giám đốc điều hành của Bảo tàng và Đại sảnh Thể thao Alabama, cho biết giá thầu là "một giấc mơ, nhưng giấc mơ đó không viển vông. Nó có thể đạt được."  Vào thời điểm đó, các nhà tổ chức dự kiến ngân sách là 75 triệu đô la và Văn phòng Hội nghị và Du khách Greater Birmingham thu về từ 224,4 triệu đô la đến 288,6 triệu đô la ở vùng ngoại ô.

## Các quốc gia tham dự
| Các quốc gia tham dự |
| --- |
| - Afghanistan (2) - Albania (1) - Algérie (1) - Angola (1) - Argentina - Aruba (2) - Úc - Áo - Azerbaijan - Bahrain (3) - Bỉ (75) - Bosna và Hercegovina - Bolivia - Brasil - Brunei (2) - Bulgaria (4) - Campuchia (2) - Canada - Chile - Trung Quốc - Đài Bắc Trung Hoa - Colombia (107) - Costa Rica (9) - Croatia - Cuba (1) - Cộng hòa Séc - Đan Mạch - Djibouti (1) - Cộng hòa Dominica (3) - Ecuador (16) - Ai Cập (37) - El Salvador - Estonia - Ethiopia - Phần Lan - Pháp - Gruzia - Đức - Anh Quốc - Hy Lạp - Guatemala - Haudenosaunee - Hồng Kông - Hungary - Iceland (1) - Ấn Độ - Indonesia (6) - Iran - Iraq - Ireland - Israel (52) - Ý - Nhật Bản (160) - Jordan - Kazakhstan - Kenya - Kuwait - Kyrgyzstan (3) - Latvia (33) - Litva (10) - Luxembourg (1) - Malaysia - Mauritius (2) - México - Moldova (2) - Mông Cổ - Montenegro - Maroc - Myanmar - Namibia - Nepal - Hà Lan - New Zealand - Bắc Macedonia - Na Uy - Pakistan - Panama - Paraguay - Perú - Philippines (9) - Ba Lan - Bồ Đào Nha - Puerto Rico - Qatar (2) - România - Ả Rập Xê Út - Sénégal - Serbia - Singapore - Slovakia - Slovenia - Nam Phi (34) - Hàn Quốc - Tây Ban Nha (58) - Suriname - Thụy Điển - Thụy Sĩ - Thái Lan (37) - Tunisia - Thổ Nhĩ Kỳ - Ukraina (140) - UAE - Hoa Kỳ (373) - Uruguay - Uzbekistan - Venezuela - Việt Nam (6) - Quần đảo Virgin thuộc Mỹ (8) |

## Bảng tổng sắp huy chương
| Hạng                | Đoàn                     | Vàng | Bạc | Đồng | Tổng số |
| ------------------- | ------------------------ | ---- | --- | ---- | ------- |
| 1                   | Đức                      | 24   | 7   | 16   | 47      |
| 2                   | Hoa Kỳ                   | 16   | 18  | 10   | 44      |
| 3                   | Ukraina                  | 16   | 12  | 17   | 45      |
| 4                   | Ý                        | 13   | 24  | 12   | 49      |
| 5                   | Pháp                     | 11   | 15  | 16   | 42      |
| 6                   | Hungary                  | 11   | 7   | 9    | 27      |
| 7                   | Bỉ                       | 11   | 4   | 5    | 20      |
| 8                   | Nhật Bản                 | 10   | 11  | 12   | 33      |
| 9                   | Colombia                 | 9    | 10  | 6    | 25      |
| 10                  | Trung Quốc               | 9    | 4   | 1    | 14      |
| 11                  | Israel                   | 7    | 3   | 4    | 14      |
| 12                  | Tây Ban Nha              | 6    | 6   | 7    | 19      |
| 13                  | Anh Quốc                 | 6    | 3   | 4    | 13      |
| 14                  | Canada                   | 5    | 5   | 5    | 15      |
| 15                  | Thụy Sĩ                  | 5    | 4   | 3    | 12      |
| 16                  | México                   | 5    | 2   | 5    | 12      |
| 17                  | Đan Mạch                 | 4    | 3   | 3    | 10      |
| 18                  | Thái Lan                 | 4    | 3   | 2    | 9       |
| 19                  | Thụy Điển                | 3    | 6   | 5    | 14      |
| 20                  | Ba Lan                   | 3    | 5   | 7    | 15      |
| 21                  | Hà Lan                   | 3    | 3   | 4    | 10      |
| 22                  | Ai Cập                   | 3    | 2   | 1    | 6       |
| 23                  | Úc                       | 3    | 1   | 2    | 6       |
| 24                  | Croatia                  | 2    | 5   | 0    | 7       |
| 25                  | Indonesia                | 2    | 3   | 0    | 5       |
| 26                  | Na Uy                    | 2    | 2   | 1    | 5       |
| 26                  | Serbia                   | 2    | 2   | 1    | 5       |
| 28                  | UAE                      | 2    | 1   | 5    | 8       |
| 28                  | Brasil                   | 2    | 1   | 5    | 8       |
| 30                  | Áo                       | 2    | 1   | 1    | 4       |
| 31                  | Việt Nam                 | 2    | 0   | 0    | 2       |
| 31                  | Campuchia                | 2    | 0   | 0    | 2       |
| 33                  | Đài Bắc Trung Hoa        | 1    | 6   | 6    | 13      |
| 34                  | Hy Lạp                   | 1    | 3   | 4    | 8       |
| 34                  | Hàn Quốc                 | 1    | 3   | 4    | 8       |
| 36                  | Bồ Đào Nha               | 1    | 3   | 1    | 5       |
| 37                  | Kazakhstan               | 1    | 2   | 1    | 4       |
| 38                  | Slovenia                 | 1    | 1   | 3    | 5       |
| 39                  | Slovakia                 | 1    | 1   | 2    | 4       |
| 40                  | Bulgaria                 | 1    | 1   | 1    | 3       |
| 40                  | New Zealand              | 1    | 1   | 1    | 3       |
| 42                  | Brunei                   | 1    | 1   | 0    | 2       |
| 43                  | Hồng Kông                | 1    | 0   | 4    | 5       |
| 44                  | Ecuador                  | 1    | 0   | 3    | 4       |
| 45                  | Litva                    | 1    | 0   | 1    | 2       |
| 45                  | Azerbaijan               | 1    | 0   | 1    | 2       |
| 47                  | Philippines              | 1    | 0   | 0    | 1       |
| 47                  | Moldova                  | 1    | 0   | 0    | 1       |
| 47                  | Algérie                  | 1    | 0   | 0    | 1       |
| 47                  | Nam Phi                  | 1    | 0   | 0    | 1       |
| 47                  | Costa Rica               | 1    | 0   | 0    | 1       |
| 52                  | Maroc                    | 0    | 4   | 0    | 4       |
| 53                  | Cộng hòa Séc             | 0    | 3   | 3    | 6       |
| 54                  | Quần đảo Virgin thuộc Mỹ | 0    | 3   | 1    | 4       |
| 55                  | Chile                    | 0    | 2   | 1    | 3       |
| 55                  | Venezuela                | 0    | 2   | 1    | 3       |
| 57                  | Singapore                | 0    | 1   | 2    | 3       |
| 57                  | România                  | 0    | 1   | 2    | 3       |
| 57                  | Argentina                | 0    | 1   | 2    | 3       |
| 60                  | Phần Lan                 | 0    | 1   | 1    | 2       |
| 60                  | Uzbekistan               | 0    | 1   | 1    | 2       |
| 60                  | Kyrgyzstan               | 0    | 1   | 1    | 2       |
| 63                  | Guatemala                | 0    | 1   | 0    | 1       |
| 63                  | Mông Cổ                  | 0    | 1   | 0    | 1       |
| 63                  | Bosna và Hercegovina     | 0    | 1   | 0    | 1       |
| 63                  | Qatar                    | 0    | 1   | 0    | 1       |
| 63                  | Perú                     | 0    | 1   | 0    | 1       |
| 63                  | Bahrain                  | 0    | 1   | 0    | 1       |
| 69                  | Malaysia                 | 0    | 0   | 2    | 2       |
| 70                  | Tunisia                  | 0    | 0   | 1    | 1       |
| 70                  | Ấn Độ                    | 0    | 0   | 1    | 1       |
| 70                  | Panama                   | 0    | 0   | 1    | 1       |
| 70                  | Bolivia                  | 0    | 0   | 1    | 1       |
| Tổng số (73 đơn vị) | Tổng số (73 đơn vị)      | 224  | 221 | 222  | 667     |

### Thiết kế huy chương
Mẫu thiết kế huy chương của đại hội đã được công bố vào tháng 2 năm 2022.